# Mary Moraa
Mary Moraa (* 15. Juni 2000 in Obwari) ist eine kenianische Leichtathletin, die im Sprint und im Mittelstreckenlauf an den Start geht und sich auf den 800-Meter-Lauf spezialisiert hat. Zu ihren größten Erfolgen zählt der Sieg bei den Weltmeisterschaften 2023 in Budapest sowie der Gewinn der Bronzemedaille bei den Olympischen Spielen im Jahr darauf in Paris. 

## Sportliche Laufbahn
Erste internationale Erfahrungen sammelte Mary Moraa bei den U18-Weltmeisterschaften 2017 in Nairobi, bei denen sie in 53,31 s die Silbermedaille hinter der Tschechin Barbora Malíková gewann. Zudem schied sie im 200-Meter-Lauf mit 25,48 s in der ersten Runde aus und belegte mit der kenianischen Sprintstaffel (1000 Meter) in 3:24,92 min den vierten Platz. Im Jahr darauf belegte sie bei den U20-Weltmeisterschaften in Tampere in 52,94 s den fünften Platz. 2019 siegte sie bei den Juniorenafrikameisterschaften in Abidjan in 53,57 s. Im August nahm sie erstmals an den Afrikaspielen in Rabat teil und belegte sowohl im Einzel in 51,97 s als auch mit der 4-mal-400-Meter-Staffel in 3:32,93 min Rang vier. Anschließend gelangte sie bei den Weltmeisterschaften in Doha bis ins Halbfinale über 400 Meter und schied dort mit 52,11 s aus, während sie im Staffelbewerb mit 3:17,09 min den Finaleinzug verpasste. Bei den World Athletics Relays 2021 im polnischen Chorzów schied sie mit der 4-mal-400-Meter-Staffel mit 3:39,34 min im Vorlauf aus und wurde in der Mixed-Staffel in der Vorrunde disqualifiziert. Im Juni siegte sie in 1:59,95 min über 800 Meter bei den Paavo Nurmi Games sowie anschließend in 1:59,25 min beim Sollentuna GP. Daraufhin siegte sie in 2:02,32 min beim Meeting International de la Province de Liège und mit 1:59,79 min beim Meeting Stanislas Nancy. Daraufhin erreichte sie bei den Olympischen Spielen in Tokio das Halbfinale über 800 Meter und schied dort mit 2:00,47 min aus. Daraufhin siegte sie in 2:00,40 min beim Palio Città della Quercia sowie in 2:00,11 min beim Kip Keino Classic.
2022 lief Moraa bei den kenianischen Meisterschaften sowohl über 800 als auch über 400 Meter zum Sieg. Über 800 Meter besiegte sie unter anderem Faith Kipyegon, Doppelolympiasiegerin über 1500 Meter. Beim Bauhaus-Galan siegte sie über 800 Meter in 1:57,68 min ebenfalls und schlug dort auch die Olympiazweite 2021 über diese Distanz, Keely Hodgkinson. Im Juli belegte sie bei den Weltmeisterschaften in Eugene über die 800 Meter mit 1:56,71 min im Finale den dritten Platz hinter der US-Amerikanerin Athing Mu und Keely Hodgkinson und gewann damit die Bronzemedaille. Anschließend siegte sie in 1:57,07 min bei den Commonwealth Games in Birmingham und belegte mit der kenianischen 4-mal-400-Meter-Staffel in 3:32,28 min den fünften Platz. Zudem schied sie über 400 Meter mit 59,51 s in der ersten Runde aus. Im Jahr darauf siegte sie in 50,44 s über 400 Meter beim Botswana Golden Grand Prix und kurz darauf in 1:58,83 min über 800 Meter beim Kip Keino Classic. Daraufhin siegte sie in 1:58,72 min beim Meeting International Mohammed VI d’Athlétisme de Rabat sowie in 1:57,43 min bei der Athletissima. Im Juli siegte sie in 1:56,85 min beim Memoriał Kamili Skolimowskiej und daraufhin siegte sie bei den Weltmeisterschaften in Budapest mit neuer Bestleistung von 1:56,03 min im Finale. 2024 siegte sie in 50,57 s über 400 Meter bei den Afrikaspielen in Accra und sicherte sich in der Mixed-Staffel in 3:18,03 min gemeinsam mit David Sanayek Kapirante, Maureen Nyatichi Thomas und Kennedy Kimeu Muthoki die Bronzemedaille hinter den Teams aus Nigeria und Botswana. Im April siegte sie in 1:57,96 min beim Kip Keino Classic und anschließend siegte sie in 1:57,91 min bei der Doha Diamond League. Im August gewann sie bei den Olympischen Sommerspielen in Paris in 1:57,42 min im Finale die Bronzemedaille hinter der Britin Keely Hodgkinson und Tsige Duguma aus Äthiopien. Anschließend siegte sie in 1:57,91 min bei der Athletissima sowie in 1:21,63 min über 600 Meter beim ISTAF Berlin und stellte damit einen neuen Weltrekord auf. Kurz darauf siegte sie in 1:57,08 min bei Weltklasse Zürich sowie in 1:56,56 min beim Memorial Van Damme und sicherte sich damit den Gesamtsieg in der Diamond League.
2019 wurde Moraa kenianische Meisterin im 400-Meter-Lauf sowie 2023 über 800 Meter.

## Persönliche Bestzeiten
- 200 Meter: 24,37 s, 28. Februar 2021 in Nairobi
- 400 Meter: 50,38 s, 7. Juli 2023 in Nairobi (kenianischer Rekord)
- 600 Meter: 1:21,63 min, 1. September 2024 in Berlin (Weltrekord)
- 800 Meter: 1:56,03 min, 27. August 2023 in Budapest
  - 800 Meter (Halle): 2:00,61 min, 15. Februar 2023 in Liévin
- 1000 Meter: 2:33,43 min, 25. August 2024 in Chorzów